# تيهور

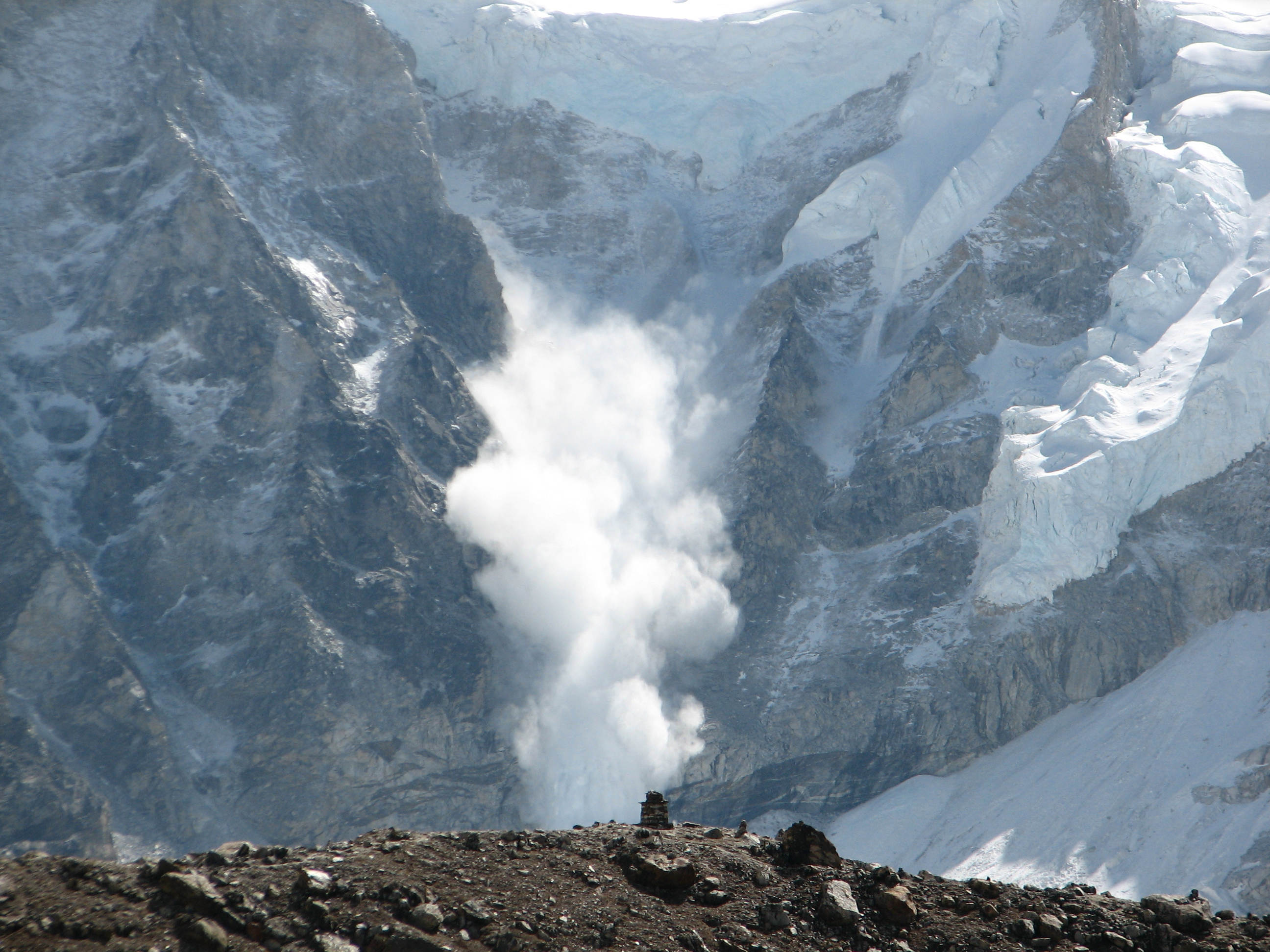
تيهور بقرب جبل إفرست

التَّيهُور (الجمع: تياهِر وتَياهِير) أو الجُراف أو الهُيار أو الهَيار الثلجي أو الانهيار الثلجي هو تحرك مفاجئ لكمية من الثلج على جانب منحدر جبلي وقد يحدث اضرارا بالغة إذا ما سقط من فج عالي. أكثر درجات الانحدار خطورة من حيث احتمال تسبيب البشر لانهيار ثلجي هي 28 درجة، وكقاعدة عامة عندما يمكن التقاط الثلج من الأرض والإمساك به وفي نفس الحين يمكن التزلج عليه يكون احتمال الانهيار عالي.